# 214474 Long Island
214474 Long Island è un asteroide della fascia principale. Scoperto nel 2005, presenta un'orbita caratterizzata da un semiasse maggiore pari a 3,1230454 au e da un'eccentricità di 0,1408280, inclinata di 6,20041° rispetto all'eclittica.